# Сергеевка (Софиевский район)
Сергеевка (укр. Сергіївка) — село,
Ордо-Василевский сельский совет,
Софиевский район,
Днепропетровская область,
Украина.
Код КОАТУУ — 1225286610. Население по переписи 2001 года составляло 759 человек .

## Географическое положение
Село Сергеевка находится на берегу реки Саксагань (в основном на левом берегу),
выше по течению на расстоянии в 2,5 км расположено село Ордо-Василевка,
ниже по течению на расстоянии в 3 км расположено село Каменное Поле (Криворожский район).
Рядом проходят автомобильная дорога Т-0434 и
железная дорога, станция Каменное Поле в 1,5 км.

## Объекты социальной сферы
- Школа.
- Фельдшерско-акушерский пункт.